# Žitkovci
Žitkovci este o localitate din comuna Dobrovnik, Slovenia, cu o populație de 142 de locuitori.